# Bolxoi Kamen
Bolxoi Kamen (en rus Большой Камень) és una ciutat tancada del krai de Primórie, a l'Extrem Orient de Rússia, és a 40 km de Vladivostok per mar i a 113 km per carretera. El 2018 tenia 38.042 habitants.